# Eau Claire, Wisconsin
Eau Claire là một thành phố và là quận lỵ của quận Eau Claire ở tiểu bang Wisconsin.